# Cnemarchus erythropygius
Cnemarchus erythropygius là một loài chim trong họ Tyrannidae.